# Coreopsis irmscheriana
Coreopsis irmscheriana là một loài thực vật có hoa trong họ Cúc. Loài này được Bruns mô tả khoa học đầu tiên năm 1929.